# Сборная Сербии по теннису в Кубке Дэвиса
Сборная Сербии по теннису в Кубке Дэвиса представляет Сербию (с 1995 по 2003 год Союзную Республику Югославию, с 2004 по 2006 год — Сербию и Черногорию) в Кубке Дэвиса — наиболее престижном мужском теннисном турнире на уровне национальных сборных. Сборная Сербии является правопреемницей сборной СФРЮ с точки зрения выбора домашней площадки.

## История
Теннис появился в Сербии не позже 1893 года. После Первой мировой войны были основаны теннисные клубы в Белграде, Нови-Саде и Вршаце. Свой первый матч в Кубке Дэвиса сборная Югославии провела в 1927 году, а первую победу одержала в Белграде в 1930 году, обыграв команду Швеции со счётом 5:0. В 1939 году югославская команда выиграла Европейскую зону, но уступила австралийцам — будущим чемпионам — в межзональном турнире.
Большую часть времени существования федеративной Югославии основу её сборной в Кубке Дэвиса составляли хорватские игроки, такие, как Йосип Палада, Франьо Пунчец и Драгутин Митич, а позже Желько Франулович, Никола Пилич и Горан Иванишевич. Первым сербом в мировой элите стал Слободан Живоинович, будущий президент национальной теннисной федерации. В 1991 году хорват Иванишевич отказался играть за сборную Югославии в полуфинале Кубка Дэвиса против французов, заявив: «Нет смысла играть за страну, которой нет».
В 1993 году команда Союзной Республики Югославии начала свой путь в Кубке Дэвиса с третьей Европейской группы, постепенно поднявшись в высшие эшелоны. В 2010 году сербы, впервые попавшие в финал Мировой группы, стали чемпионами, повторив успех сборной Хорватии, завоевавшей кубок пятью годами раньше. В 2013 году сербская сборная попала во второй в своей истории финал, на сей раз уступив чехам.

## Рекорды и статистика

### Команда
- Самая длинная серия побед — 7 (с сентября 2009 по сентябрь 2011; победы над командами Узбекистана, США, Хорватии, Чехии, Франции, Индии и Швеции, включая выигрыш Кубка Дэвиса)
- Самая крупная победа — 5:0 по играм, 12:1 по сетам, 78:42 по геймам (Сербия — Грузия, 2007)
- Самый длинный матч — 16 часов 29 минут (Сербия и Черногория — Бельгия 2:3, 2005)
  - Наибольшее количество геймов в матче — 207 (Сербия — Канада 3:2, 2013)
- Самая длинная игра — 5 часов 7 минут ( Радек Штепанек —  Янко Типсаревич 7-5, 4-6, 4-6, 6-4, 7-9, 2012 год)
  - Наибольшее количество геймов в игре — 76 ( Б. Брайан / М. Брайан —  И. Бозоляц / Н. Зимонич 6-75, 6-71, 7-5, 6-4, 13-15, 2013 год)
- Наибольшее количество геймов в сете — 38 ( Ненад Зимонич —  Нуну Маркиш 6-3, 0-6, 6-2, 3-6, 18-20, 1998 год)

### Игроки
- Наибольшее количество сезонов — 22 (Ненад Зимонич)
- Наибольшее количество матчей — 55 (Ненад Зимонич)
- Наибольшее количество игр — 74 (Ненад Зимонич, 43—31)
- Наибольшее количество побед — 44 (Новак Джокович, 44—16)
  - В одиночном разряде — 40 (Новак Джокович, 40—8)
  - В парном разряде — 30 (Ненад Зимонич, 30—19)
  - В составе одной пары — 7 (Д. Вемич/Н. Зимонич, 7—2)
- Самый молодой игрок — 19 лет 320 дней (Новак Джокович, 6 апреля 2007)
  - В рамках сборной Союзной Республики Югославии — 15 лет 337 дней (Янко Типсаревич, 24 мая 2000)
- Самый возрастной игрок — 41 год 103 дня (Ненад Зимонич, 15 сентября 2017)

## Участие в финалах Кубка Дэвиса (2)
| Результат | Год  | Место проведения | Состав                                             | Соперник | Счёт |
| --------- | ---- | ---------------- | -------------------------------------------------- | -------- | ---- |
| Победа    | 2010 | Белград, Сербия  | Н. Джокович, Н. Зимонич, Я. Типсаревич, В. Троицки | Франция  | 3:2  |
| Поражение | 2013 | Белград          | И. Бозоляц, Н. Джокович, Н. Зимонич, Д. Лайович    | Чехия    | 2:3  |

## Состав в 2023 году
- Ласло Джере
- Новак Джокович
- Никола Качич
- Миомир Кецманович
- Филип Краинович
- Душан Лайович
- Хамад Медьедович

Капитан — Виктор Троицки

## Недавние матчи

### 1/2 финала 2023
| Италия 2 | Palacio de Deportes José María Martín Carpena, Малага, Испания 25 ноября 2023 Хард(i) | Palacio de Deportes José María Martín Carpena, Малага, Испания 25 ноября 2023 Хард(i) | Сербия 1 |     |     |  |
| \| \| \| \| 1 \| 2 \| 3 \| \| \| - \| \| ---------------------------------------------------------------------- \| ----- \| --- \| --- \| \| \| 1 \| \| Лоренцо Музетти Миомир Кецманович \| 79 67 \| 2 6 \| 1 6 \| \| \| 2 \| \| Янник Синнер Новак Джокович \| 6 2 \| 2 6 \| 7 5 \| \| \| 3 \| \| Миомир Кецманович / Филип Краинович Новак Джокович / Миомир Кецманович \| 6 3 \| 6 4 \| \| \| |                                                                                       |                                                                                       |          |     |     |  |
| |                                                                                       |                                                                                       | 1        | 2   | 3   |  |
| 1 | Италия · Сербия                                                                       | Лоренцо Музетти Миомир Кецманович                                                     | 79 67    | 2 6 | 1 6 |  |
| 2 | Италия · Сербия                                                                       | Янник Синнер Новак Джокович                                                           | 6 2      | 2 6 | 7 5 |  |
| 3 | Италия · Сербия                                                                       | Миомир Кецманович / Филип Краинович Новак Джокович / Миомир Кецманович                | 6 3      | 6 4 |     |  |

### 1/4 финала 2023
| Сербия 2 | Palacio de Deportes José María Martín Carpena, Малага, Испания 23 ноября 2023 Хард(i) | Palacio de Deportes José María Martín Carpena, Малага, Испания 23 ноября 2023 Хард(i) | Великобритания 0 |       |   |            |
| \| \| \| \| 1 \| 2 \| 3 \| \| \| - \| \| --------------------------------------------------------- \| ---- \| ----- \| - \| ---------- \| \| 1 \| \| Миомир Кецманович Джек Дрейпер \| 7 62 \| 78 66 \| \| \| \| 2 \| \| Новак Джокович Кэмерон Норри \| 6 4 \| 6 4 \| \| \| \| 3 \| \| Новак Джокович / Душан Лайович Нил Скупски / Джо Солсбери \| \| \| \| not played \| |                                                                                       |                                                                                       |                  |       |   |            |
| |                                                                                       |                                                                                       | 1                | 2     | 3 |            |
| 1 | Сербия · Великобритания                                                               | Миомир Кецманович Джек Дрейпер                                                        | 7 62             | 78 66 |   |            |
| 2 | Сербия · Великобритания                                                               | Новак Джокович Кэмерон Норри                                                          | 6 4              | 6 4   |   |            |
| 3 | Сербия · Великобритания                                                               | Новак Джокович / Душан Лайович Нил Скупски / Джо Солсбери                             |                  |       |   | not played |